# Butallylonal
Butallylonal ist ein Barbiturat. Chemisch betrachtet ist es ein Racemat aus zwei Barbitursäure-Enantiomeren. Es wurde in den 1960er-Jahren entwickelt und vor allem in der Tiermedizin eingesetzt, derzeit gibt es allerdings keine Präparate auf der Basis von Butallylonal mehr, es wurde vollständig durch Pentobarbital ersetzt.

## Stereochemie
In der Seitenkette des heterocyclischen Rings weist Butallylonal ein stereogenes Zentrum auf. Butallylonal ist also chiral, es gibt eine (R)-Form und eine (S)-Form, die im Verhältnis 1:1 vorliegen, also ein Racemat darstellen.

## Rechtsstatus
Butallylonal ist in der Bundesrepublik Deutschland aufgrund seiner Aufführung in der Anlage 3 BtMG ein verkehrsfähiges und verschreibungsfähiges Betäubungsmittel. Der Umgang ohne Erlaubnis oder Verschreibung ist grundsätzlich strafbar. Weitere Informationen sind im Hauptartikel Betäubungsmittelrecht in Deutschland zu finden.
International fällt Butallylonal unter die Konvention über psychotrope Substanzen.